# Belos e Malditos
Belos e Malditos (The Beautiful and Damned  no original), primeiro publicada por Scribner's em 1922, é a segunda obra de F. Scott Fitzgerald. Retrata a elite da Costa Leste do EUA durante a Idade do Jazz, explorando a sociedade dos cafés de Nova Iorque. Tal como nos restantes romances de Fitzgerald, as personagens são complexas, especialmente no que se relaciona com o casamento e intimidade. O livro é geralmente considerado como sendo baseado na relação de Fitzgerald com Zelda Fitzgerald.

## Enredo
Belos e Malditos  conta a história de Anthony Patch, um socialite de 1910s e presuntivo herdeiro de uma fortuna de um magnata, a sua relação com a sua esposa, Gloria, o seu serviço militar no Exército e o seu alcoolismo.
No final do romance , Fitzgerald relaciona o enredo consigo próprio, mencionando até o seu primeiro romance, quando um amigo escritor de Anthony com sucesso financeiro lhe diz:  "Sabes que estes novos romances cansam-me. Meu Deus! Em todos os sítios onde vou alguma rapariga tonta pergunta-me se eu li This Side of Paradise. As nossas raparigas são mesmo assim? Se é verdade, o que eu não acredito, a próxima geração vai para os cães. Estou farto deste realismo de má qualidade. Eu acredito que há espaço para o romantismo na literatura."

## Adaptações
Foi feita uma adaptação a cinema em 1922, realizada por  William A. Seiter, com Kenneth Harlan como Anthony Patch, e Marie Prevost como Gloria.